# Heřmanova Huť
Heřmanova Huť (en allemand : Hermannshütte) est une commune du district de Plzeň-Nord, dans la région de Plzeň, en Tchéquie. Sa population s'élevait à 1 812 habitants en 2022.

## Géographie
Heřmanova Huť se trouve à 21 km à l'ouest-sud-ouest du centre de Plzeň et à 105 km à l'ouest-sud-ouest de Prague.
La commune est limitée par Stříbro et Hněvnice au nord, par Přehýšov à l'est et au sud, et par Kostelec à l'ouest.

## Histoire
Heřmanova Huť est créée en 1954 par la fusion des trois anciennes communes de Vlkýš, Dolní Sekyřany et Horní Sekyřany.

## Galerie

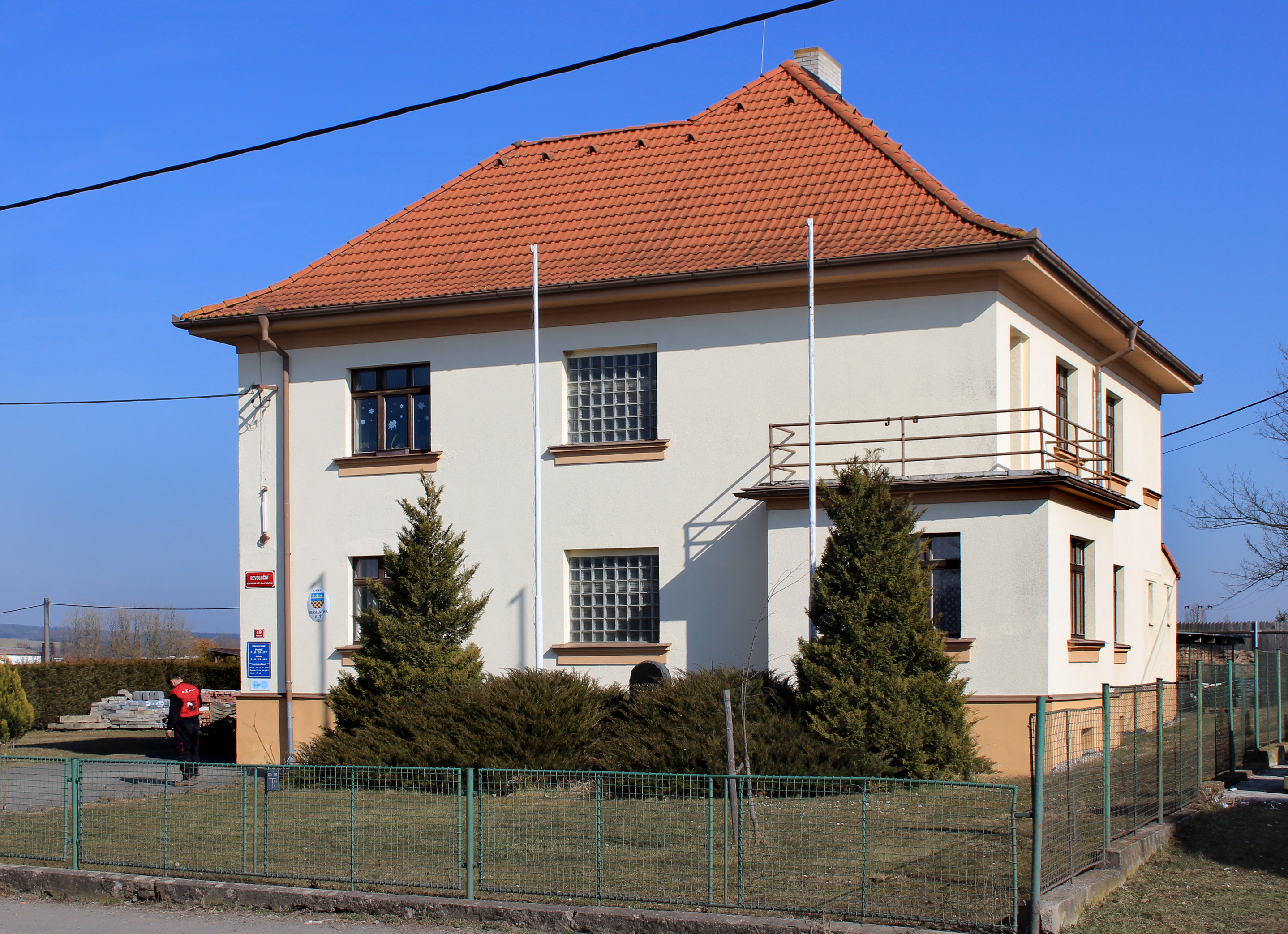
Heřmanova Huť : la mairie.
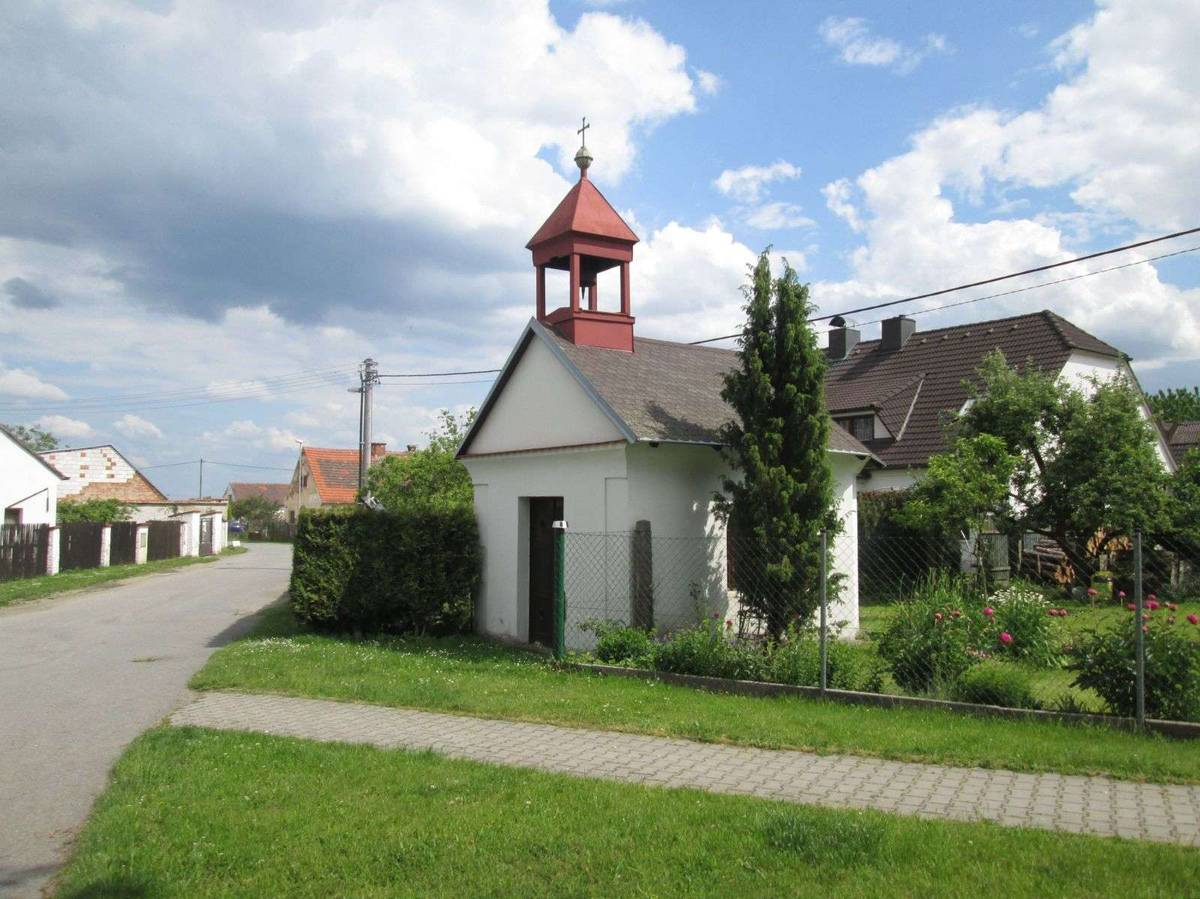
Chapelle Sainte-Martina.

## Administration
La commune se compose de trois sections :
- Dolní Sekyřany
- Heřmanova Huť
- Vlkýš

## Transports
Par la route, Heřmanova Huť se trouve à 10 km de Nýřany, à 26 km de Plzeň et à 121 km de Prague. 
La commune est desservie par l'autoroute D5, qui relie Prague à l'Allemagne par Plzeň. La sortie la plus proche ( 100 Heřmanova Huť) se trouve à 4,5 km du centre du village.